# Eumerus nivariae
Eumerus nivariae är en tvåvingeart som beskrevs av Baez 1982. Eumerus nivariae ingår i släktet månblomflugor, och familjen blomflugor.
Artens utbredningsområde är Kanarieöarna. Inga underarter finns listade i Catalogue of Life.